# Hinrich Struve
Hinrich Struve (* 27. Februar 1929 in Cecilienkoog; † 17. Juli 2024 in Bredstedt) war ein deutscher Feuerwehrmann. In den Jahren 1981 bis 1993 war er Präsident des Deutschen Feuerwehrverbandes (DFV).

## Werdegang
Struve trat im Jahr 1943 in die Freiwillige Feuerwehr Niebüll ein. Im Jahr 1963 wurde er zum Wehrführer der Freiwilligen Feuerwehr Reußenköge gewählt, 1972 zum Kreiswehrführer (Kreisbrandmeister) im Kreis Nordfriesland. Ab dem Jahr 1979 war Struve Landesbrandmeister. Darüber hinaus übernahm er 1974 den stellvertretenden Vorsitz im Landesfeuerwehrverband Schleswig-Holstein, von 1980 bis 1985 war er dessen Vorsitzender.
Im Jahr 1981 wurde er als Nachfolger von Albert Bürger zum Präsidenten des Deutschen Feuerwehrverbandes gewählt. Er führte den Verband durch die Zeit der Wiedervereinigung Deutschlands und begleitete den Wiederaufbau des kommunalen Feuerwehrwesens in den ostdeutschen Bundesländern. Im Jahr 1988 wurde der Neubau des Deutschen Feuerwehr-Museums in Fulda, dessen Stiftungsvorsitzender Struve von 1981 bis 1993 war, bezogen. Bei seinem Abschied aus dem Amt Ende 1993 wurde er zum Ehrenpräsidenten des DFV ernannt. Struve war über seine Amtszeit als DFV-Präsident hinaus bis Dezember 2010 Vorsitzender der Stiftung zur Förderung des Deutschen Feuerwehr-Museums.
Zudem war er viele Jahre Vizepräsident des Weltfeuerwehrverbandes CTIF.
Hinrich Struve verstarb im Juli 2024 im Alter von 95 Jahren.

## Ehrungen
- 1985: Bundesverdienstkreuz 1. Klasse der Bundesrepublik Deutschland
- 1993: Ehrenpräsident des Deutschen Feuerwehrverbandes
- 1994: Großes Verdienstkreuz der Bundesrepublik Deutschland
- Deutsches Feuerwehr-Ehrenkreuz in Gold
- Ehrenmitglied des Weltfeuerwehrverbandes CTIF